# Carex chlorostachys
Carex chlorostachys är en halvgräsart som beskrevs av Christian von Steven. Carex chlorostachys ingår i släktet starrar, och familjen halvgräs.

## Underarter
Arten delas in i följande underarter:
- C. c. chlorostachys
- C. c. conferta